# Jörg Sprave
Jörg Sprave, connu pour sa chaîne (principalement) en anglais « JoergSprave » (ou « The Slingshot Channel »), né le 7 avril 1965 à Dortmund, est un vidéaste web allemand.

## YouTube
Sur sa chaîne, Sprave produit et teste des lance-pierres et des arcs auto-fabriqués, parfois exotiques. Bien que la plupart de ses conceptions comprennent au moins un élastique, les projectiles utilisés varient selon le modèle. Quelques exemples incluent les lames de scie, les flèches et les cookies Oreo,. Tout en se concentrant principalement sur les lance-pierres, Sprave fabrique, modifie et teste occasionnellement d’autres armes telles que des arbalètes, des couteaux et des pistolets à air.
En juillet 2019, la chaîne compte plus de deux millions d’abonnés. Les vidéos, qui sont presque universellement en anglais, sont visionnées principalement aux États-Unis, source de la majorité de ses abonnés.
Les dessins de Sprave ont fait l’objet de nombreux reportages en anglais, mettant souvent en évidence la créativité ou la puissance, comme dans Popular Mechanics,,,,, Gizmodo, et UPI,,.

### Union des YouTubeurs
Le 2 mars 2018, Sprave a créé un syndicat avec le plus grand syndicat allemand, IG Metall. L’objectif est d’améliorer la transparence et l’équité pour les créateurs de YouTube contre la démonétisation et l’interdiction injustes. Le syndicat espère forcer des changements aux politiques de YouTube en utilisant le RGPD,qui exige la transparence dans le traitement des données personnelles, ce qui, selon le syndicat, comprend les décisions de modération et la catégorisation.

### Invention & Brevets
Sprave est également bien connu pour l’invention de l’Instant Legolas, un dispositif de chargeur supplémentaire pour un arc qui le convertit en une arme de style répétitif, tirant jusqu’à six flèches par chargeur. Il a été présenté pour la première fois dans sa vidéo YouTube intitulée « Instant Legolas » - ArcheryReinvented », mise en ligne le 6 août 2017. Des versions ultérieures ont été faites pour les arcs longs anglais, les arcs de guerre, les yumis et les arcs mongols,avec une variété de méthodes. Ils ont également été testés par d’autres YouTubeurs tels que Tod Cutler et Shad Brooks, recueillant des éloges. Une version commerciale, la Fenris, est sortie en juin 2020, fabriquée par Steambow, un fabricant autrichien d’arbalètes, et vendue par GoGuns GmbH.

## Vie privée
Sprave a exprimé un intérêt pour les lance-pierres dès son plus jeune âge et a vendu certaines de ses propres créations à des camarades de classe à l’école. Sprave est titulaire d’un diplôme en économie de l’Universität Paderborn. Depuis 1989, Sprave est membre du conseil d’administration de MacroSystem Digital Video AG, un fabricant de logiciels de montage vidéo,y compris l’éditeur vidéo Casablanca. Pendant un certain temps, Sprave a travaillé sur sa chaîne à temps plein, mais par crainte d’une dépendance financière à Google, il s’est tourné vers un calendrier de production vidéo à temps partiel en septembre 2015.
Le 1er janvier 2017, il a réintégré son poste de créateur YouTube à temps plein et de partenaire de la boutique en ligne de la chaîne, qui a été intégrée à la « GoGun GmbH » en mai 2017. Sprave est devenu PDG de GoGun GmbH en décembre 2017.

### Prix
Sprave reçoit un prix Webvideopreis Deutschland en 2014
La vidéo gagnante de Sprave pour la Bill & Melinda Gates Foundation Condom-Challenge consistait en la conception d’une fronde pour préservatifs. En avril 2017, la vidéo reste l’un de ses clips les plus populaires avec plus de 6,1 millions de vues.